# Ludwig I. (Pfalz-Zweibrücken)
Ludwig I. von Pfalz-Zweibrücken, genannt der Schwarze (* 1424; † 19. Juli 1489 in Simmern), war Pfalzgraf und Herzog von Pfalz-Zweibrücken.

## Leben
Sein Vater war Stefan von Pfalz-Simmern-Zweibrücken, seine Mutter Anna von Veldenz. Somit war er ein Enkel von Kurfürst Ruprecht von der Pfalz, der auch römisch-deutscher König gewesen war. Ludwig heiratete am 20. März 1454 in Luxemburg Johanna von Croy (um 1435–1504), Tochter des Antoine I. de Croÿ, Graf von Porcean und Guines. 
Sein Vater Stefan übergab im Jahre 1453 an Ludwig die Regierungsgeschäfte und zog sich auf seinen Alterssitz Meisenheim zurück. 1455, 1460 und 1470/71 führte Ludwig drei erfolglose Fehden gegen seinen Vetter Kurfürst Friedrich von der Pfalz. Die erste Auseinandersetzung entzündete sich an der Frage, ob die Grafschaft Veldenz unter Kurpfälzischer Lehenshoheit stehen sollte, oder nicht. Dabei wurde auch das Kloster Eußerthal niedergebrannt. Friedrich sammelte Truppen unter anderem aus Speyer und Weissenburg. Sie belagerten die von Ludwig befestigte Stadt Bergzabern. Ein Versuch, die Stadt zu entsetzen, scheiterte und so musste Ludwig den Frieden zu Worms unterzeichnen und Friedrich als Lehnsherren anerkennen. 1460 kämpfte Ludwig zusammen mit dem Mainzer Erzbischof Diether von Isenburg und anderen Verbündeten gegen Friedrich. In der Schlacht von Pfeddersheim erlitt Ludwig eine vernichtende Niederlage. Daraufhin belagerte Friedrich Meisenheim. Nach einer achttägigen Beschießung ergab sich Ludwig.
1470 griff Ludwig als Elsässer Landvogt in die innere Ordnung des Weißenburger Klosters ein. Kurfürst Friedrich griff auch hier ein und konnte sich gegen Ludwig durchsetzten. 1471 musste Ludwig endgültig die Lehensabhängigkeit von Kurpfalz anerkennen und Besitz an Friedrich abtreten.
Wegen seiner dunklen Haare und Haut wurde er Ludwig der Schwarze genannt. 
Er wurde durch seinen Sohn Alexander zu einem Stammvater mehrerer Linien der Wittelsbacher, so auch Vorfahre der Kurfürsten von der Pfalz ab 1685 sowie auch der bayerischen Könige. Ludwig wurde in der Fürstengruft der von ihm neu erbauten Schlosskirche in Meisenheim beigesetzt.

## Nachkommen aus der Ehe mit Johanna
- Margarete (1456–1514)

⚭ 1470 Graf Philipp von Nassau-Wiesbaden-Idstein (1450–1509)
- Kaspar (1458–1527), Pfalzgraf und Herzog von Pfalz-Zweibrücken

⚭ 1478 Prinzessin Amalie von Brandenburg (1461–1481)
- Johanna (1459–1520), Nonne im Zisterzienserinnenkloster Marienberg bei Boppard
- Anna von Pfalz-Zweibrücken (1461–1520), Nonne in Marienberg
- Alexander (1462–1514), Pfalzgraf und Herzog von Pfalz-Zweibrücken

⚭ 1499 Gräfin Margarete von Hohenlohe-Neuenstein (1480–1522)
- David (1463–1478)
- Albrecht (1464–1513), 1486 als „D. Albertus Dux Bavariae Comes Palatinus Rheni Comes Vellensii“ immatrikuliert an der alten Universität Köln (Universitas Studii Coloniensis), Domherr in Köln und Straßburg
- Katharina (1465–1542), Äbtissin im St. Agnes Kloster in Trier
- Philipp (1467–1489), Propst zu Köln
- Johann (1468–1513), Domherr zu Straßburg und Köln
- Elisabeth (1469–1500)

⚭ 1492 Graf Johann Ludwig I. von Nassau-Saarbrücken (1472–1545)
- Samson (1474–1480), starb nach Sturz von einem Turm in Zweibrücken

Alle heute lebenden Wittelsbacher stammen von Ludwig ab.